# Kävsta
Kävsta is een plaats in de gemeente Sundsvall in het landschap Medelpad en de provincie Västernorrlands län in Zweden. De plaats heeft 188 inwoners (2005) en een oppervlakte van 52 hectare. De plaats ligt aan de rivier de Ljungan.

## Verkeer en vervoer
Bij de plaats loopt de Länsväg 330.